# Apollosa
Apollosa (Apullosë in campano) è un comune italiano di 2 443 abitanti della provincia di Benevento in Campania.

## Geografia fisica
La città si trova sulla destra della vecchia via Consolare, che da Benevento va nella valle Caudina. Il confine con i comuni di Roccabascerana, Ceppaloni e San Leucio del Sannio è segnato ad est dal torrente Serretelle. Il suo territorio risulta compreso fra i 136 ed i 656 m s.l.m., con un'escursione altimetrica di 520 m.

## Storia
Nacque forse in epoca romana lungo la via Appia. 
Secondo lo storico Alfonso Meomartini la forma originale del nome fu "La pelosa", "Lapillosa", "Pellosa", "Pelusia", "Lapelusa", "Apellosa" ed infine "Apollosa".
L'abitato sorse sulla cima di una piccola collina che dominava la via Appia (in località "Terravecchia"). Presso la Appia al confine con il comune di Ceppaloni si trovava la "Taverna del Passo" detta così in quanto vi era la dogana feudale e un mulino che era attivo innanzi la prima guerra mondiale. In adiacenza si trova la piccola chiesa dedicata a san Domenico che attualmente è di proprietà privata a seguito della sua sconsacrazione poiché ha perduto il carattere sacro essendo diruta in gran parte.
L'iscrizione di Turpilio del VI secolo la cita come urbs ("città").
Sotto i Normanni fu in possesso dei baroni di Fenucchio, della chiesa di Santa Sofia di Benevento e dei Frangipane. Successivamente entrò nel possesso dei Della Leonessa. Nel 1460 Ferdinando I distrusse l'abitato in quanto i Della Leonessa avevano parteggiato per Giovanni d'Angiò. In seguito l'abitato fu delocalizzato nella sede attuale. In seguito il feudo fu in possesso dei Caracciolo, dei Ricca, dei Piscicelli, dei Guindazzo Caracciolo e infine degli Spinelli principi di San Giorgio e di Apollosa. Estinti gli Spinelli il titolo passò ai Lancellotti.

### Simboli
Nello stemma è raffigurato il dio Apollo recante nella mano sinistra una lira, con un paesaggio naturale sullo sfondo. Il gonfalone è un drappo di bianco.

## Monumenti e luoghi d'interesse
Presso il ponte sulla via Appia furono ritrovate due colonne miliari riguardanti il rifacimento dello stesso ponte, di cui una riferibile al 198 circa, sotto l'imperatore Settimio Severo.
Si conservano i ruderi dell'antico castello in località Terravecchia e un palazzo baronale.
Le chiese di interesse sono:
- Santa Maria Assunta
- San Giuseppe (chiesa inserita nel palazzo ducale Varricchio)
- San Giovanni Battista (cappella rurale)
- San Domenico, in località Taverna (chiesa sconsacrata e diruta passata a proprietà privata)

## Società

### Evoluzione demografica
Abitanti censiti

### Etnie e minoranze straniere
Al 31 dicembre 2016 risultano 53 cittadini stranieri residenti nel comune, pari al 2,02 % della popolazione. I gruppi più rilevanti sono:
1. Ucraina: 18 (0,68 %)
2. Romania: 16 (0,61 %)

## Economia
Nel territorio comunale si producono: ulivo, vite, frumento, legumi, foraggi, frutta, legname. Il comune ha una superficie agricola utilizzata in ettari (ha) di 477,45.

## Infrastrutture e trasporti
La parte meridionale del territorio di Apollosa, affacciata all'estremità beneventana della valle Caudina, nell'abitato di Tufara Valle (nucleo suddiviso amministrativamente tra vari comuni), ospita infrastrutture di livello primario come la SS 7 Appia e la Stazione di Tufara Valle-Arpaise-Ceppaloni (nota anche come Tufara Valle-Apollosa) sulla linea della valle Caudina. Il comune è inoltre collegato da strade provinciali ai vicini centri di Montesarchio, Castelpoto e, in contrada Epitaffio, Benevento.

## Amministrazione
| Periodo | Periodo   | Primo cittadino      | Partito              | Carica                    | Note             |
| ------- | --------- | -------------------- | -------------------- | ------------------------- | ---------------- |
| 1988    | 1993      | Rosalino De Gruttola | Democrazia Cristiana | Sindaco                   | Lista di partito |
| 1993    | 1997      | Rosalino De Gruttola | Democrazia Cristiana | Sindaco                   | Lista di partito |
| 1997    | 2001      | Rita Angrisani       | Lista civica         | Sindaco                   |                  |
| 2001    | 2006      | Rita Angrisani       | Lista civica         | Sindaco                   |                  |
| 2006    | 2007      | Federico Meoli       | Lista civica         | Sindaco                   |                  |
| 2007    | 2007      | Silvana D'Agostino   |                      | Commissario straordinario |                  |
| 2007    | 2012      | Federico Meoli       | Lista civica         | Sindaco                   |                  |
| 2012    | 2017      | Marino Corda         | Lista civica         | Sindaco                   |                  |
| 2017    | 2022      | Marino Corda         | Lista civica         | Sindaco                   |                  |
| 2022    | in carica | Danilo Parente       | Lista civica         | Sindaco                   |                  |